# Béla Kun
Béla Kun, nacido como Cohn Béla (Szilágycseh, Transilvania, Austria-Hungría, 20 de febrero de 1886-prisión de Butyrka, URSS, 30 de noviembre de 1939) fue un destacado político comunista húngaro de origen judío que gobernó Hungría durante un breve período en 1919.
Nacido en una familia judía de clase media en 1886, era abogado de profesión. Se afilió al Partido Socialdemócrata Húngaro en 1902, para el que trabajó antes de la guerra mundial, y al Partido Bolchevique en 1916, durante su periodo como prisionero de guerra en Rusia. En 1918 fundó el Partido Comunista Húngaro, que presidió.
En noviembre volvió a Hungría y en marzo de 1919 pasó a dirigir la breve República Soviética Húngara durante ciento treinta y tres días.
Más tarde combatió en Ucrania en 1920, durante la guerra civil rusa. Fue miembro de la presidencia colegiada de la Comintern, para la que trabajó el resto de su vida. Su oposición a los «frentes populares», su gestión del partido comunista húngaro, acusado de troskismo, le llevaron a su caída en desgracia y fusilamiento.
Detenido en junio de 1937, pasó veintinueve meses en prisión, donde se lo torturó infructuosamente para que confesase su desviacionismo antes de ser ajusticiado en noviembre de 1939 en la prisión de Butyrka. Está enterrado en el campo de fusilamiento de Communarka.

## Familia y estudios
Nació en el seno de una familia burguesa judía no practicante el 20 de febrero de 1886, en una pequeña población transilvana, Lele, en el condado de Szilágy. Era el mayor de tres hermanos. Su padre era notario, pero tenía que vender cereal para complementar su escaso salario. Kun y sus hermanos recibieron en su infancia frecuentes palizas de su padre, un borracho y pendenciero con malas relaciones con los poderes locales.
A pesar de realizar el Bar Mitzvah, el joven Kun no desarrolló un sentimiento religioso judío, influido por el radicalismo de su padre, su educación calvinista, el ambiente de librepensamiento de la intelectualidad de la región y la tendencia asimilacionista de la clase media-baja judía de la época.
Tras acabar sus estudios de primaria en la humilde escuela local, pasó a estudiar en un reputado gimnasio en Zilah, donde hubo de recibir apoyo por su bajo nivel académico y donde su madre le enviaba todo el dinero que podía; la familia seguía viviendo en la pobreza.
Kun, problemático en la escuela, abandonó sus estudios universitarios de abogado tras un solo semestre para trabajar como periodista. La familia, consciente de la dificultad de obtener un puesto en la Administración para un judío, pero también de que la educación superior podía otorgarle un puesto en la clase media mediante el ejercicio de una profesión liberal, lo había matriculado en la facultad de derecho de la Universidad de Kolozsvár.

## Periodista y sindicalista
Según su propia declaración, se afilió al Partido Socialdemócrata Húngaro en 1902. En 1905, tras un año sin empleo, aceptó uno a tiempo parcial en la oficina de seguro obrero local, a la vez que trabajaba como aprendiz sin paga en un diario local. Al año siguiente, se trasladó a Nagyvárad, donde comenzó a trabajar como reportero para el periódico radical Szabadság. En esta época, desarrolló una cercanía con los activistas socialistas y sindicalistas locales, mientras aprendía con éxito su nuevo oficio. Periodista polémico, en esta época se lo describe como una figura de importancia local, de vestimenta extravagante, ideología relativamente izquierdista, aire soberbio y carácter iracundo, habitual de las conferencias socialistas de la localidad.
Su actividad entre 1907 y 1912 no está clara, aunque se sabe que trató en vano de ingresar en el periódico del Partido Socialista, Népszava. A comienzos de 1910, pasó a trabajar en la oficina de seguro obrero de Kolozsvár. En 1913 se casó con la maestra de música Iren Gal, trabajando ya en organizaciones socialistas. El matrimonio resultó complicado por el rechazo inicial de la familia a acceder al matrimonio ante las exiguas finanzas de Kun. Ese mismo año, habiendo ascendido en la organización local, se lo envió como delegado del partido al congreso nacional. Director de la oficina de seguro obrero local, se convirtió en un apacible funcionario sindical, con sus actividades en la oficina, las conferencias sindicales y su participación en las campañas de candidatos socialistas. En esta época, se familiarizó con diversos escritores socialistas, aunque no con los de la socialdemocracia rusa. Más inclinado a la acción que a la teoría, su formación teórica era media y nunca llegó a destacar en la teoría marxista.

## La guerra mundial

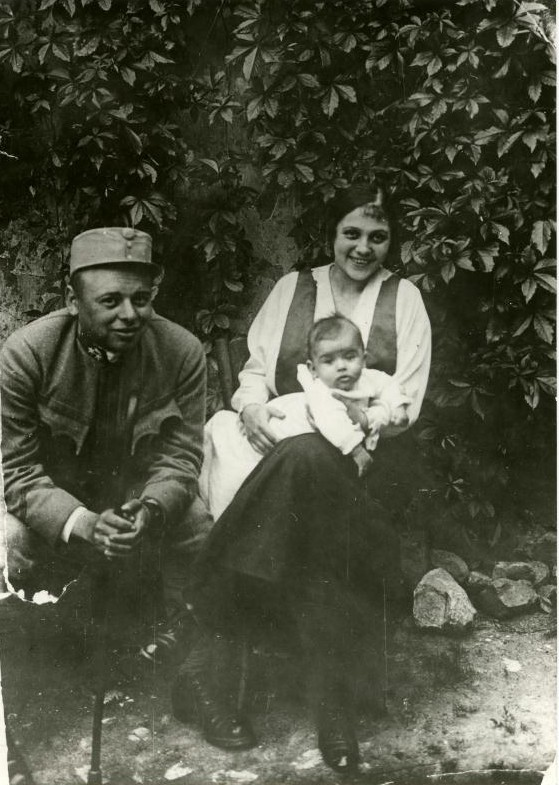
Kun junto a su esposa Ágnes en 1915.

Al estallar la Primera Guerra Mundial, se alistó en Ejército en una unidad instrucción de oficiales de la reserva. Sirvió en el frente ruso durante quince meses, desde diciembre de 1914, donde ascendió a teniente. Cayó prisionero de las tropas rusas a comienzos de 1916. Se lo envió prisionero a un campo en Tomsk en mayo o junio de ese mismo año.
Para disipar el tedio del encarcelamiento, formó junto con otros oficiales un círculo de lectura marxista y, a comienzos de 1917, estableció contacto con los socialistas rusos locales.

## La revolución rusa
Es liberado del campo de prisioneros tras la Revolución de febrero de 1917, pero permanece en Tomsk. En el periodo revolucionario los cambios a su alrededor animaron a Kun a participar en la destrucción del antiguo orden capitalista. Más voluntarista que agudo analista de la situación, se mostró convencido de la pronta extensión internacional de la revolución.
Afiliado al Partido Obrero Socialdemócrata de Rusia (POSDR, el que luego se denominaría Partido Comunista de la Unión Soviética) en dicha ciudad antes de junio de 1916, miembro del comité del partido en 1917, Kun trabajó como periodista y propagandista en el periodo interrevolucionario.
La primera semana de enero de 1918 Kun llegaba a Petrogrado desde el campo de prisioneros de Tomsk en Siberia. Se ofreció a trabajar en un periódico de lengua magiar en el departamento de propaganda internacional del Comisaría de Asuntos Exteriores. Al poco tiempo, ya era uno de los portavoces destacados de los prisioneros húngaros en Rusia. Desde enero a octubre de 1918, cuando se desató la revolución en Hungría, Kun desempeñó gran número de tareas junto a los bolcheviques: en enero fue nombrado organizador de los prisioneros de guerra húngaros, más tarde dirigió la resistencia húngara al avance alemán tras el fracaso de las conversaciones de Brest-Litovsk, fundó la sección húngara del Partido Obrero Socialdemócrata de Rusia, del que fue elegido presidente; dirigió las tropas húngaras y letonas contra los socialrevolucionarios de izquierda en julio y, finalmente, creó el 4 de noviembre de 1918 el Partido Comunista Húngaro, en Moscú.
A finales de noviembre, regresó junto con otros comunistas húngaros —entre doscientos y quinientos— a Hungría, donde el partido se refundó; contaba por entonces con escasos afiliados. Los comunistas rusos esperaban que la siguiente revolución tuviese lugar en Alemania, no en Hungría; la misión de Kun era establecer un partido comunista fuerte que llevase a cabo una revolución una vez comenzada esta en Alemania.

## La revolución húngara y la república popular
La victoria de la Revolución de Octubre en Rusia tuvo un efecto electrizante en Hungría. La agitación antibélica de los bolcheviques durante las negociaciones de paz de Brest-Litovsk encontró un gran eco entre las masas de trabajadores, campesinos y soldados cansados de la guerra. La reivindicación de «paz sin anexiones, ni indemnizaciones» halló eco en las fábricas, en los pueblos y en las trincheras. El fermento en las fábricas se expresó en una huelga general contra la guerra, el 18 de enero de 1918 en Budapest. Los mítines eran masivos y además participaban muchos soldados.

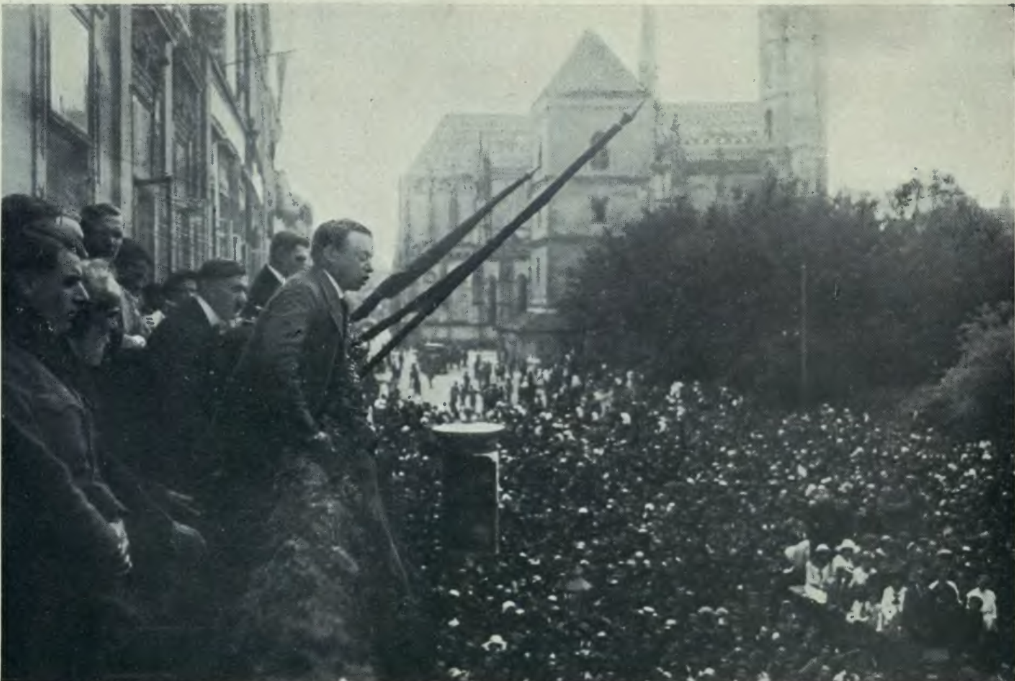
Discurso de Béla Kun en Kassa (Košice), 10 de junio, celebrando la recuperación de la ciudad.

El 20 de junio de 1918, varios trabajadores fueron heridos por los disparos de la policía y estalló otra huelga general. La caída del frente búlgaro provocó una nueva oleada de deserciones, que se convertiría en una auténtica sangría para el ejército. Se produjeron insurrecciones y motines en el ejército y en la armada. Las bandas de desertores armados se unían a los huelguistas y campesinos en sus choques con la policía y participaban en las ocupaciones de tierras. Cuando ya era evidente que la guerra estaba perdida, los motines se generalizaron. 
El 17 de octubre el conde Tisza, completamente desmoralizado, anunció: «Hemos perdido la guerra». El 28 de octubre hubo una manifestación en Budapest para exigir la independencia de Hungría. El 29 de octubre se proclamó la república. El 30 de octubre estalló en Budapest una insurrección de trabajadores, soldados, marineros y estudiantes. Al caer la noche del 30 de octubre, los insurgentes habían ocupado todas las posiciones estratégicas y liberado a todos los prisioneros políticos.
Envalentonados por el éxito, los trabajadores tomaron las calles para defender sus reivindicaciones de clase, a pesar de los frenéticos llamamientos a la calma que les hacían sus dirigentes. El 4 de noviembre Bela Kun fundó el Partido Comunista de Hungría. El 16 de noviembre se celebró una gigantesca manifestación en la que participaron cientos de miles de personas a las puertas del parlamento para exigir la república socialista. Para pacificar a las masas, el nuevo Gobierno del Conde Mihály Károlyi aprobó la reforma agraria; el objetivo era distribuir la tierra entre los campesinos, y el Gobierno compensaría económicamente a los antiguos propietarios. El propio Károlyi era un terrateniente y entregó sus tierras al campesinado.
El 24 de noviembre de 1918 Kun fundó una nueva publicación, Vörös Ujság («Noticias rojas»), extremadamente crítica con el Gobierno, llegando a ser reprendido por Lenin, que interpretó que las críticas auguraban un golpe de Estado prematuro. Ya el 5 de febrero de 1919, el partido planeaba hacerse con el poder mediante un golpe de Estado, desoyendo los consejos de Lenin. Mientras, los comunistas húngaros trataban de dividir a los socialistas y ganarse las simpatías de los sindicatos y la milicia.
Las movilizaciones obreras se ampliaron y, para tratar de detenerlas, el 22 de febrero de 1919 fue apaleada una manifestación comunista. El partido había intentado en vano tomar el poder por la fuerza a pesar de los consejos contrarios de los rusos, siguiendo el ejemplo espartaquista. Bela Kun fue detenido junto a la mayoría de los dirigentes comunistas, brutalmente golpeado y acusado de alta traición. Cuatro policías resultaron muertos en el choque entre manifestantes y policía y Kun fue detenido junto a otros partidarios, siendo liberado cuando la prensa denunció su maltrato. Durante su arresto le lanzaron ofensas antisemitas, recriminándolo porque su padre era judío. Todo esto no hizo sino convertir a Bela Kun en un héroe y concentrar en él toda la simpatía popular. El número de simpatizantes del partido, antes insignificante, creció.

## La república soviética
El gobierno de Károlyi solo era nominal. No contaba con el apoyo del Ejército. Las armas estaban en manos de los trabajadores. La economía había colapsado. El control obrero se estableció en varias fábricas. Al tiempo Károlyi se vio presionado militarmente por los aliados, que exigían a Hungría aceptar una nueva frontera y, al recibir un ultimátum, dimitió. Los socialdemócratas, sintiéndose incapaces de gobernar sin el apoyo de los comunistas, liberaron a Kun y formaron un Gobierno en el que eran mayoría.
El 21 de marzo de 1919, se proclamó la República Soviética Húngara. El Partido Comunista decidió unirse a los socialdemócratas y formar un Partido Socialista. Kun, comisario de Exteriores, era la principal figura del nuevo Gobierno. Como responsable de la política exterior de la república, rechazó el acuerdo con la Entente en abril, al no aceptar las condiciones que la misión llegada a Budapest propuso.
Las primeras elecciones húngaras con sufragio universal para mayores de 18 años, se llevaron a cabo en abril; la jornada de trabajo de ocho horas; la educación gratuita y la entrega a los trabajadores de palacios, hoteles y sanatorios particulares, fueron las medidas inmediatas del gobierno revolucionario.
El Gobierno socialista nacionalizó la banca, la gran industria y las grandes propiedades rurales. Fue precisamente la negativa del Gobierno a repartir las tierras entre los campesinos lo que hizo que la oposición al nuevo régimen creciese entre los campesinos, aumentando las dificultades de abastecimiento de las ciudades (ya escaso por la guerra) y dando lugar a revueltas contra el Gobierno. La gestión económica fue caótica: el viceministro de Comercio ordenó el cierre de todos los comercios y negocios, y abolió la propiedad privada. Aunque el decreto fue abrogado al poco, el comercio cesó. La producción industrial cayó entre un 25 % y un 75 %. A la mala gestión se unió el bloqueo aliado, que no había terminado con la guerra mundial. La falta de crédito obligó al Gobierno a la impresión de moneda que causó inflación y el rechazo del pago en papel por el campesinado. La situación alimentaria desesperada de las ciudades y las actividades contrarrevolucionarias hicieron que Kun estableciese hacia el final de su gobierno destacamentos de expropiación forzosa de carácter terrorista (los «chicos de Lenin») al mando de Tibor Szamuely, que empeoraron aún más la imagen del Gobierno, sobre todo entre el campesinado que se veía obligado a entregar sus productos a la fuerza. Kun intentó aplicar así un programa maximalista e inflexible que incluía la nacionalización cuasitotal de la producción, la eliminación del comercio o el control del consumo y que se mostró incompatible con la situación real del país.
Al principio obtuvo importantes victorias sobre el ejército checo y consiguió el 16 de junio establecer transitoriamente una república soviética en Eslovaquia. Muchos de los ocho mil soldados checos se negaron a luchar y desertaron en masa en los Cárpatos, hacia Galitzia, donde los esperaba la encerrona de los soldados polacos. 

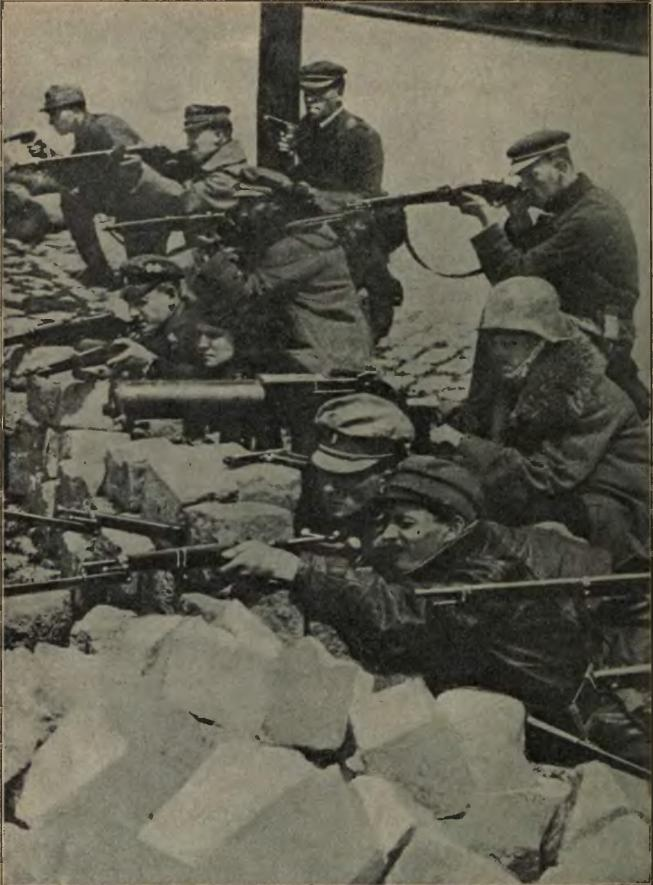
Soldados rojos disparando a los contrarrevolucionarios desde una barricada, 14 de junio.

El 24 de junio, algunos oficiales anticomunistas intentan dar un golpe de Estado, pero fracasan. Kun reacciona violentamente, y se crean tribunales revolucionarios, siendo ejecutadas decenas de personas, en un período que se conoce como el «terror rojo». Aun así, no hubo en Hungría una organización comparable a la Checa rusa.
El Ejército rumano invadió Hungría e impuso un régimen de represión contrarrevolucionaria que costó la vida a cinco mil trabajadores socialistas y comunistas.  El Gobierno soviético de Kun, apoyado en principio aún por los conservadores por su oposición a las cesiones territoriales, cayó ante la derrota frente a los rumanos, que se encontraban a las puertas de la capital. El 1 de agosto de 1919 dimitió y cedió el poder a un nuevo gabinete formado por dirigentes sindicales. Parte del Gobierno dimitido pasó a la clandestinidad, mientras que Kun esa noche recibió la noticia de que Austria le concedía asilo a él y algunos otros partidarios. Huyó en dos trenes junto a sus colegas, abucheado y atacado por opositores de camino a la estación, y llegó a Viena a primeras horas del día siguiente.
Le sucedió en el gobierno Gyula Peidl, en un gabinete dominado por sindicalistas.

## Exilio

### En la guerra civil rusa
Kun comenzó su largo exilio en Austria, desilusionado con el resultado de la república soviética húngara, que a su juicio había fracasado por la falta de apoyo del proletariado y del campesinado, de apoyo militar ruso y las acciones de rumanos, checos y serbios. Kun no admitió sus errores en la dirección de la república y atribuyó su fracaso a factores externos.
Tras pasar un año en diversos campos, prisiones y hospitales austriacos, Kun regresó a Petrogrado el 12 de agosto de 1920. Había logrado llegar a la Rusia soviética tras abandonar Austria en junio de 1920, cuando temió ser deportado a Hungría, donde había comenzado el juicio a los comisarios comunistas capturados por el nuevo Gobierno. Después de ser retenido en la frontera por la policía alemana, que trató en vano de devolverlo a Austria, y evitar ser detenido como rehén a cambio de la liberación de los presos estadounidenses en Rusia, el 30 de julio las autoridades alemanas le permitieron pasar a territorio soviético.
En Rusia recibió duras críticas por su labor al frente de la República Soviética Húngara pero se lo envió pronto al frente sur con las fuerzas al mando de Mijaíl Frunze, donde logró la cooperación de las tropas anarquistas campesinas de Néstor Majnó contra el ejército de Piotr Wrangel, en el transcurso de la guerra civil rusa.
Tras la ocupación de Crimea a finales de 1920, se le nombró presidente del consejo crimeo donde, traicionando la promesa que se les había hecho a los soldados enemigos que se habían rendido, ordenó ejecutar a varios miles incurriendo en la ira de la jefatura soviética. Entre diez y veinte mil soldados «blancos» y numerosos partidarios de Majnó fueron fusilados o ahogados en el mar por orden de Kun. Lenin, Trotski o Stalin consideraron que la atrocidad de Kun, tenido por un maníaco sediento de sangre y un cobarde, trataba así de compensar la derrota de 1919.

### Agente de la Comintern
A pesar de las duras críticas recibidas, sus más cercanos colaboradores en la Comintern, Grigori Zinóviev, Nikolái Bujarin o Karl Radek, le consideraron la persona ideal para reformar el Partido Comunista de Alemania (KPD).

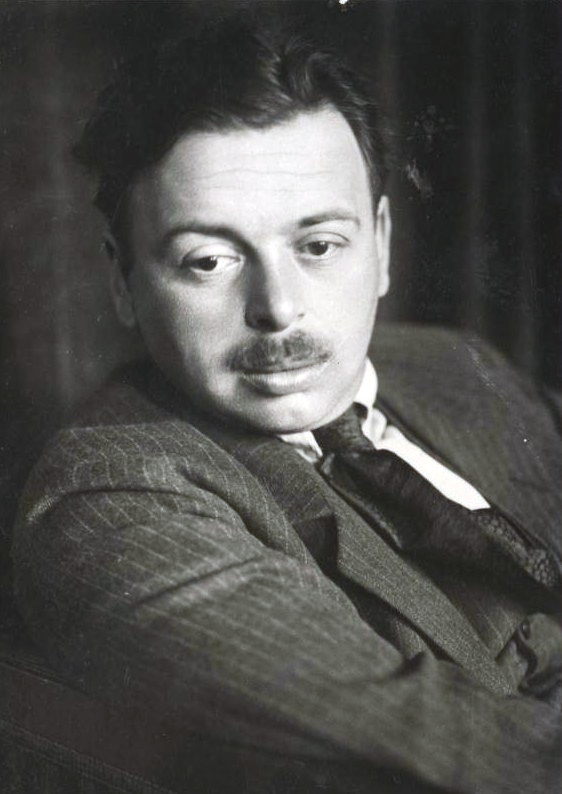
Kun hacia 1922.

En 1921 se lo envió a Alemania, donde consiguió dar un golpe de Estado en marzo, fracasado tras diez días de disturbios, a pesar de la oposición de parte de la dirección del partido en Alemania. Ante la apatía general de los trabajadores, Kun había propuesto la aplicación de actos de provocación como el asesinato de funcionarios comunistas o su secuestro para provocar una reacción obrera favorable al alzamiento. En la fallida revuelta 3470 trabajadores fueron arrestados, 145 murieron en los enfrentamientos con la policía; Kun se refugió en el despacho de un diputado del Reichstag antes de huir del país.  A comienzos de abril, Lenin exigió su regreso inmediato a Moscú, donde sufrió un ataque al corazón tras entrevistarse con el furibundo dirigente ruso. El III Congreso de la Comintern supuso una crítica menor de la esperada de las acciones de Kun, tanto por la intercesión de Zinóviev y Rádek como por la disposición de Lenin de olvidar el fracaso.
Las críticas de los opositores húngaros a su desempeño tanto en Hungría como en Alemania, no obstante, continuaron, y en abril de 1922 se le pidió que comenzase a trabajar en los Urales, como responsable regional de agitación y propaganda. Anteriormente se había tratado de enviarle a Estocolmo, pero las autoridades suecas rechazaron otorgarle visado. Leal a sus sucesivos patronos soviéticos (primero Bujarin contra Lenin en las discusiones sobre el Tratado de Brest-Litovsk, más tarde Zinóviev y Stalin contra Trotski a partir de 1924, y luego contra Zinóviev y Trotski en 1926-1927), se le consideraba a finales de la década fiel seguidor de Stalin. Su influencia en el clandestino partido comunista húngaro fue decreciendo con el tiempo.
Azote ortodoxo en el Comintern y autor prolífico, su falta de conocimiento teórico o de brillantez en el estilo le relegaron a obras menores. Entre 1926 y 1928 viajó a Viena, Praga y Berlín para organizar el partido húngaro; lo detuvieron en abril de 1928 en Austria por viajar con documentos falsos. Tras varias semanas de proceso, se lo liberó y regresó a Moscú. Se le prohibió participar en nuevas actividades clandestinas en el extranjero.

## Decadencia y muerte
A partir de 1929, se criticó oficialmente el papel de la dirección comunista húngara en el periodo de la república soviética, que Kun trató en vano de defender. Ligado a la actitud extremista en la Comintern, rechazó también la vuelta a la formación de «frentes populares» a partir de 1934.
Apartado cada vez más del poder, Kun se convirtió en una especie de veterano estadista en el exilio para sus partidarios, cada vez más nostálgico de Hungría. Apareció públicamente por última vez en el VII Congreso de la Comintern. En mayo, la Comintern despidió al comité ejecutivo húngaro y Kun perdió su cargo al frente del partido. Tras abandonar la Comintern con permiso de Stalin, pasó a dirigir una editorial, al fracasar su ingreso en el comité central por impedirlo Nikolái Yezhov.
En mayo de 1937, Dmitri Manuilski lo denunció en una reunión del comité ejecutivo de la Comintern basándose en documentos amañados. Detenido en junio de 1937, acusado de trotskismo, desviacionismo y traición en sus actividades en la Internacional, murió durante las purgas del partido el 30 de noviembre de 1939, tras pasar veintinueve meses preso en la prisión de Lefórtovo y Butyrka —se lo ajustició en esta última—. Había sido brutalmente torturado para que confesase crímenes de espionaje y conspiración con partidarios de Trotski y finalmente se volvió loco. Su familia fue detenida en los meses o años posteriores. Fue rehabilitado en el XX Congreso del Partido Comunista de la Unión Soviética.